# Campionats d'Europa de ciclisme en pista de 2013
Els Campionats d'Europa de ciclisme en pista de 2013 es va celebrar a Apeldoorn (Països Baixos) del 18 al 20 d'octubre de 2013.
Les competicions es van celebrar a l'Omnisport Apeldoorn. En total es va competir en 13 disciplines, 7 de masculines i 6 de femenines.

## Resultats

### Masculí
| Prova                 | Or                                                                       | Argent                                                                      | Bronze                                                                      |
| Keirin                | Maximilian Levy · Alemanya                                               | Jason Kenny · Regne Unit                                                    | François Pervis · França                                                    |
| Velocitat individual  | Denís Dmítriev · Rússia                                                  | Robert Förstemann · Alemanya                                                | Jason Kenny · Regne Unit                                                    |
| Velocitat per equips  | Alemanya · René Enders · Robert Förstemann · Maximilian Levy             | França · François Pervis · Michaël D'Almeida · Grégory Baugé                | Rússia · Denís Dmítriev · Andrey Kubeev · Pavel Yakushevskiy                |
| Persecució per equips | Regne Unit · Steven Burke · Edward Clancy · Owain Doull · Andrew Tennant | Rússia · Ievgueni Kovaliov · Ivan Kovaliov · Artur Ierxov · Alexander Serov | Països Baixos · Tim Veldt · Dion Beukeboom · Roy Eefting · Jenning Huizenga |
| Cursa per punts       | Elia Viviani · Itàlia                                                    | Thomas Boudat · França                                                      | Eloy Teruel · Espanya                                                       |
| Madison               | Itàlia · Elia Viviani · Liam Bertazzo                                    | Espanya · David Muntaner · Albert Torres                                    | Bèlgica · Kenny De Ketele · Gijs Van Hoecke                                 |
| Òmnium                | Víktor Manakov · Rússia                                                  | Tim Veldt · Països Baixos                                                   | Martyn Irvine · Irlanda                                                     |

### Femení
| Prova                 | Or                                                                                              | Argent                                                                              | Bronze                                                                              |
| Keirin                | Elis Ligtlee · Països Baixos                                                                    | Kristina Vogel · Alemanya                                                           | Virginie Cueff · França                                                             |
| Velocitat individual  | Kristina Vogel · Alemanya                                                                       | Elis Ligtlee · Països Baixos                                                        | Jessica Varnish · Regne Unit                                                        |
| Velocitat per equips  | Rússia · Elena Brejniva · Olga Streltsova                                                       | Alemanya · Kristina Vogel · Miriam Welte                                            | Regne Unit · Rebecca James · Jessica Varnish                                        |
| Persecució per equips | Regne Unit · Danielle King · Katie Archibald · Elinor Barker · Laura Trott · Joanna Rowsell (q) | Polònia · Katarzyna Pawłowska · Eugenia Bujak · Małgorzata Wojtyra · Edyta Jasińska | Rússia · Aleksandra Chekina · Ievguénia Romaniuta · Gulnaz Badykova · Maria Mishina |
| Cursa per punts       | Kirsten Wild · Països Baixos                                                                    | Danielle King · Regne Unit                                                          | Leire Olaberría · Espanya                                                           |
| Òmnium                | Laura Trott · Regne Unit                                                                        | Kirsten Wild · Països Baixos                                                        | Jolien D'Hoore · Bèlgica                                                            |

## Medaller
| Posició | País          | Or | Plata | Bronze | Total |
| 1       | Alemanya      | 3  | 3     | 0      | 6     |
| 2       | Regne Unit    | 3  | 2     | 3      | 8     |
| 3       | Rússia        | 3  | 1     | 2      | 6     |
| 4       | Països Baixos | 2  | 3     | 1      | 6     |
| 5       | Itàlia        | 2  | 0     | 0      | 2     |
| 6       | França        | 0  | 2     | 2      | 4     |
| 7       | Espanya       | 0  | 1     | 2      | 3     |
| 8       | Polònia       | 0  | 1     | 0      | 1     |
| 9       | Bèlgica       | 0  | 0     | 2      | 2     |
| 10      | Irlanda       | 0  | 0     | 1      | 1     |
| Total   | Total         | 13 | 13    | 13     | 39    |